# ASDE-X
El equipo de detección de superficie del aeropuerto, modelo X o ASDE-X, es una herramienta de seguridad de la pista que permite a los controladores de tránsito aéreo detectar posibles conflictos de la pista proporcionando una cobertura detallada del movimiento en las pistas de aterrizaje y de rodaje. Mediante la recopilación de datos de una variedad de fuentes, ASDE-X es capaz de rastrear vehículos y aeronaves en las superficies de los aeropuertos y obtener información de identificación de los transpondedores de la aeronave.

## Operación

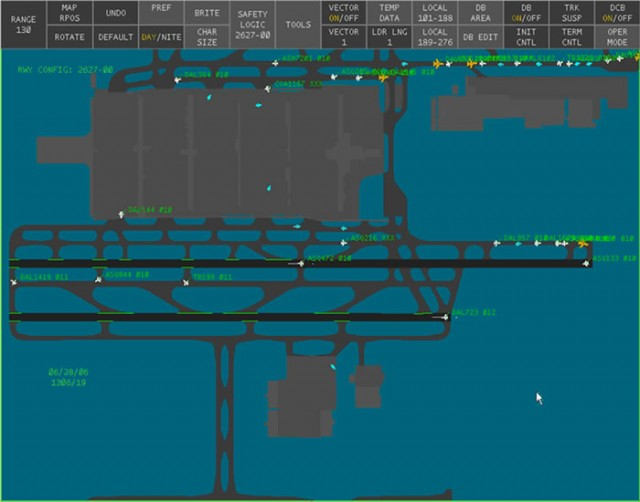
Un ASDE-X mostrando el tráfico terrestre en el Aeropuerto Internacional de Atlanta Hartsfield-Jackson.

Originalmente, la FAA instaló 38 sistemas de radar ASDE-3A en los aeropuertos más activos de Estados Unidos. La alternativa rentable a la capacidad de ASDE-3 / AMASS, conocida como ASDE-X, es una de las primeras tecnologías del programa de seguridad de la pista nuevas dirigidas a mejorar el conocimiento de la situación ATCS proporcionando herramientas para complementar sus tareas. Los datos que utiliza ASDE-X provienen de un radar de movimiento de superficie ubicado en la torre de control de tráfico del aeropuerto, sensores de multilateración, sensores de ADS-B, radares de terminales, el sistema de automatización de terminales y de los transpondedores de las aeronaves. Mediante la fusión de los datos de estas fuentes, ASDE-X es capaz de determinar la posición y la identificación de aeronaves y vehículos en las superficies del aeropuerto, así como de los aviones que vuelan a menos de 8 km del aeropuerto (selectivamente hasta 60 millas náuticas ).
Los controladores de la torre ven esta información presentada en una pantalla a color con las posiciones de los aviones y vehículos superpuestas en un mapa de las pistas de aterrizaje, de rodaje y corredores de aproximación del aeropuerto. El sistema esencialmente crea un mapa continuamente actualizado de todas las operaciones de la superficie del aeropuerto que los controladores pueden usar para detectar posibles colisiones.
Consiste en gran parte de productos comerciales disponibles en el mercado, ASDE-X fue diseñado como una solución para los aeropuertos más pequeños y es especialmente útil para los controladores por la noche o en mal tiempo cuando la visibilidad es pobre. La Administración Federal de Aviación también ha comenzado el proceso de despliegue de alarmas visuales y de audio, que ayudarán a ASDE-X al alertar a los controladores sobre posibles colisiones o incursiones en la pista.
Los pilotos normalmente encienden sus transpondedores justo antes de despegar y lo activan en modo de espera o apagado después del aterrizaje. Cuando ASDE-X está disponible en un aeropuerto, se informará en el ATIS (Servicio de Información de Terminal) para indicar al piloto que deje su transpondedor encendido mientras está carreteando en tierra.
El primer ASDE-X fue activado para uso operacional y pruebas en el Aeropuerto Internacional de Milwaukee General Mitchell, en Wisconsin, en junio de 2003, y se declaró listo para su despliegue nacional en octubre de 2003.

## Lista de aeropuertos
Aeropuertos con ASDE-X instalado a partir de marzo de 2011 en Estados Unidos:
1. Aeropuerto Internacional de Baltimore-Washington Thurgood Marshall (Baltimore, MD)
2. Aeropuerto Internacional Logan (Boston, MA)
3. Aeropuerto Internacional Bradley (Hartford, CT)
4. Aeropuerto Internacional de Charlotte-Douglas (Charlotte, NC)
5. Aeropuerto Internacional Midway (Chicago, IL)
6. Aeropuerto Internacional Chicago O'Hare (Chicago, IL)
7. Aeropuerto Internacional de Dallas-Fort Worth (Dallas, TX)
8. Aeropuerto Internacional de Denver (Denver, CO)
9. Aeropuerto Internacional de Detroit (Detroit, MI)
10. Aeropuerto Internacional de Fort Lauderdale-Hollywood (Fort Lauderdale, FL)
11. Aeropuerto Internacional General Mitchell (Milwaukee, WI)
12. Aeropuerto Intercontinental George Bush (Houston, TX)
13. Aeropuerto Internacional Hartsfield-Jackson de Atlanta (Atlanta, GA)
14. Aeropuerto Internacional de Honolulu / base aérea de Hickam (Honolulu, HI)
15. Aeropuerto Internacional John F. Kennedy (Nueva York, NY)
16. Aeropuerto John Wayne (Santa Ana, CA)
17. Aeropuerto Internacional Lambert (San Luis, MO)
18. Aeropuerto LaGuardia (Nueva York, NY)
19. Aeropuerto Internacional McCarran (Las Vegas, NV)
20. Aeropuerto Internacional de Los Ángeles (Los Ángeles, CA)
21. Aeropuerto Internacional de Louisville (Louisville, KY)
22. Aeropuerto Internacional de Memphis (Memphis, TN)
23. Aeropuerto Internacional de Miami (Miami, FL)
24. Aeropuerto Internacional de Mineápolis-Saint Paul San Pablo (Mineápolis, MN)
25. Aeropuerto Internacional de Newark (Newark, NJ)
26. Aeropuerto Internacional de Orlando (Orlando, FL)
27. Aeropuerto Internacional de Filadelfia (Filadelfia, PA)
28. Aeropuerto Internacional Phoenix Sky Harbor (Phoenix, AZ)
29. Aeropuerto Nacional Ronald Reagan de Washington (Arlington, VA)
30. Aeropuerto Internacional de Salt Lake City (Salt Lake City, UT)
31. Aeropuerto Internacional de San Diego (San Diego, CA)
32. Aeropuerto Internacional de Seattle-Tacoma (Seattle, WA)
33. Aeropuerto T. F. Green (Providence, RI)
34. Aeropuerto Internacional de Washington Dulles (Chantilly, VA)
35. Aeropuerto William P. Hobby (Houston, TX)